# Неджмабад (Альборз)
Неджмабад (перс. نجمآباد‎) — село на севере Ирана, в остане Альборз. Входит в состав шахрестана Назарабад. Является частью дехестана (сельского округа) Неджмабад бахша Меркези.

## География
Село находится в юго-западной части Альборза, к югу от гор Эльбурс, на расстоянии приблизительно 32 километров к западу от Кереджа, административного центра провинции. Абсолютная высота — 1147 метров над уровнем моря.

## Население
По данным переписи 2006 года население села составляло 3932 человека (2011 мужчин и 1921 женщина). В Неджмабаде насчитывалось 939 домохозяйств. Уровень грамотности населения составлял 71,44 %. Уровень грамотности среди мужчин составлял 76,08 %, среди женщин — 66,58 %.